# Adama Samassékou
Pour les articles homonymes, voir Samassékou.
Adama Samassékou, né en 1946 et mort le 23 février 2024, est un homme politique malien.

## Biographie
Après avoir fait ses études primaires et secondaires au Mali, Adama Samassékou étudie la philologie et la linguistique à l'université d'État de Moscou puis à Paris où il obtient un diplôme d'études approfondies en linguistique africaine à l’Université de la Sorbonne et un DESS en sciences des organisations à l'université Paris-Dauphine.
Il devient chef du département de linguistique de l'Institut des sciences humaines du Mali, puis directeur de la Bibliothèque nationale du Mali et conseiller du ministre de la Culture.
Engagé dans la vie associative (président-fondateur du Mouvement des peuples pour l’éducation aux droits humains, président de la Fédération ICVolontaires) et politique (fondateur de la section française de l’Alliance pour la démocratie au Mali), Adama Samassékou est ministre de l’Éducation entre 1993 et 2000 et porte-parole du Gouvernement malien de 1997 à 2000.
Adama Samassékou est président de l’Académie africaine des langues et a présidé le Comité préparatoire du Sommet mondial sur la société de l'information à Genève en 2003,.
En 2010, Adama Samassékou est l'un des commissionnaires de la Commission de haut niveau « Le large bande au service du développement numérique ».